# دریاچه چهارباغ
دریاچه چهارباغ (به ازبکی: Lake Charvak)  یک مخزن سد در ازبکستان است که در ولایت تاشکند واقع شده‌است.